# Kizimbani

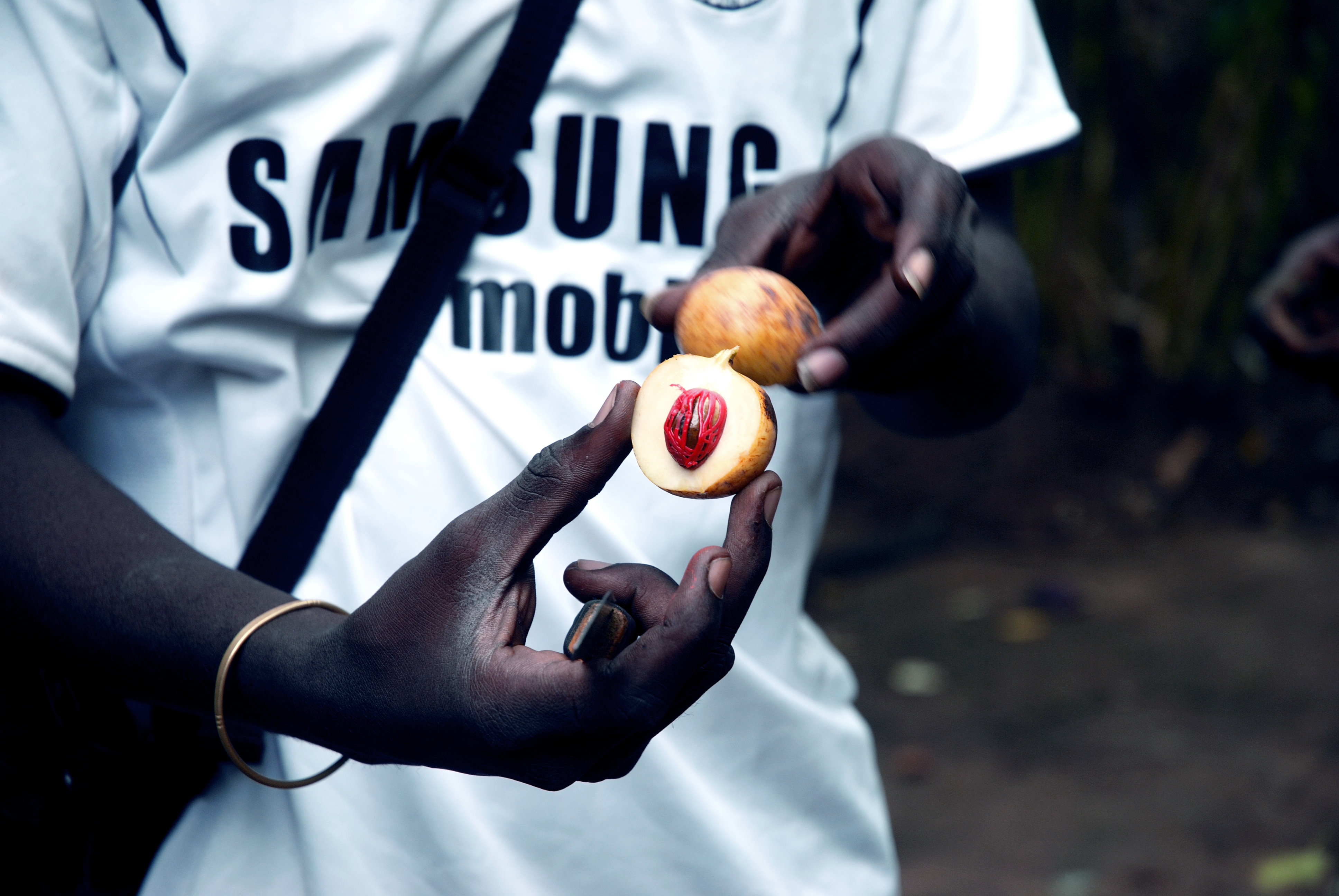
Un guide local montrant une noix de muscade pour les visiteurs de la ferme des épices à Kizimbani.

Kizimbani (ou Kisimbani) est un établissement de l'Unguja Ville et Ouest (région comprenant la ville de Zanzibar et ses environs immédiats) sur l'île de Unguja, l'île principale de Zanzibar, en Tanzanie. Il est situé à l'intérieur de l'île, au nord-est de la ville de Zanzibar . 
La propriété appartenait initialement à Saleh bin Haramil, un commerçant arabe célèbre pour avoir mis en place les premières plantations de girofle à Zanzibar. Le sultan Saïd ben Sultan al-Busaïd a confisqué cette propriété sous le prétexte que Saleh était un esclavagiste,. Elle a été un temps la propriété d'une des filles du sultan, Sayyida Salme. Des vestiges d'anciens bains publics persans se trouvent là.
Kizimbani est proche de la forêt de même nom, ainsi que d'une ferme à épices où plusieurs sortes d'épices sont cultivées, constituant une attraction touristique. Les épices cultivées comprennent la cannelle, le poivre, le gingembre, la citronnelle, l'iode, le cacao, la noix de muscade, le clou de girofle et la vanille.